# Ed Wynn
Isaiah Edwin Leopold (født 9. november 1886, død 19. juni 1966), bedre kendt som Ed Wynn, var en amerikansk skuespiller og komiker, der blev kendt for sine perfektionerede tåbelige komediekarakterer, hans banebrydende radioprogram i 1930'erne og sin senere karriere som en dramatisk skuespiller.